# Caspar Purdon Clarke
Caspar Purdon Clarke (21 décembre 1846 à Londres – 29 mars 1911 à Londres) dirigea d'abord le South Kensington Museum à Londres, avant de devenir le deuxième directeur du Metropolitan Museum of Art de New York, entre 1905 et 1910.

## Biographie

### Études
Caspar Purdon Clarke étudie l'architecture à la National Art Training School de South Kensington, entre 1862 et 1865. 

### Carrière
Il rejoint ensuite le bureau gouvernemental chargé de la reconstruction des Chambres du Parlement. Il épouse Frances Susannah Collins en 1866. En 1867, il travaille au South Kensington Museum où il supervise une reproduction de mosaïque. Dès 1874, il se rend à l'étranger en tant que supervising architect de la Couronne, en particulier à Téhéran. En 1876, il se rend en Turquie, en Syrie et en Grèce, puis en 1879 en Espagne, en Italie et en Allemagne pour y acquérir des œuvres d'art pour le musée. Clarke reçoit ensuite mandat de dessiner, avec l'architecte William Young, l'Indian hall d'Elvedon qui verra le jour en 1899. 
En 1880, il installe les collections indiennes du South Kensington Museum. Il est ensuite nommé special commissioner en Inde de 1880 à 1882, puis en 1883, conservateur de l'India Museum à South Kensington. Il sera nommé, en 1892, conservateur de l'ensemble des collections d'art du musée. Cette même année, il publie un catalogue important de tapis d'Asie du sud, Oriental carpets, en collaboration avec Wilhelm von Bode et Aloïs Riegl entre autres. L'année suivante, il est nommé directeur assistant du South Kensington Museum, puis directeur en 1896. En 1899, le musée est rebaptisé Victoria and Albert Museum.

### Metropolitan Museum of Art
Après le décès de Luigi Palma di Cesnola, président et directeur du Metropolitan Museum of Art de New York, en 1904, le millionnaire américain et collectionneur d'art, J.P. Morgan, assume les fonctions de président du musée. Dans l'espoir d'élever le tout récent Metropolitan Museum au niveau international, Morgan, qui domine le conseil d'administration du musée, fait nommer Clarke comme directeur.
Cependant, Clarke ne parvient pas à réformer suffisamment le musée pour en faire l'équivalent du Victoria & Albert. En 1905, il engage Edward Robinson, qui vient de quitter la direction du musée des beaux-arts de Boston, au poste de directeur adjoint. Des problèmes de santé amènent Clarke à rentrer en Angleterre en 1909 puis à démissionner de son poste de directeur du Met en 1910. Il meurt à Londres le 29 mars 1911.

## Œuvres
- Persian architecture and construction ; Londres, 1881. (OCLC 81087444)
- Moghul art in the India Museum. ; Londres, 1888. (OCLC 80843418)
- Oriental carpets. ; Vienna (London, Cousins & Co., Printers) 1892. (OCLC 40667897)
- The $5,000,000 art collection: the Kann art collection... ; New York, 1907. (OCLC 82931810)
- Arms and armour at Sandringham : the Indian collection presented ... to ... King Edward VII ... in 1875-1876. ; Londres, Griggs, 1910. (OCLC 80217663)